# Foliejon Park

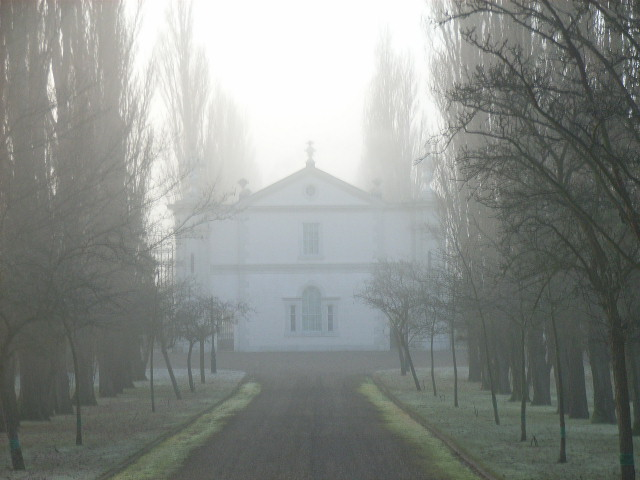
Entrada principal do Foliejon Park

Foliejon Park é a principal residência histórica da vila de Winkfield, no condado de Berkshire na Inglaterra. É um imóvel tombado no Grau II desde 7 de dezembro de 1966.

## Histórico
Foliejon é mencionada pela primeira vez em 1086 no Domesday Book. Era na época conhecida como Belestre, um abrigo de caça e torre de vigia para o Castelo de Windsor. Em 1302 foi cedida pela coroa real para John de Drokensford, bispo de Bath and Wells, co-regente do Rei Eduardo II, que mudou o nome da residência para Folies Johan (em Anglo-Saxão, "propriedade de João"). Desde então, a propriedade é mencionada com Folye Johan, Folieion ou Folyjon. É citada no Rotulorum Originalium Abbreviatio: "os palacetes de Hyremere e Belestre, comunmente chamados Folye Johan foram tomados pelo rei em 1313 como pagamento pelas dívidas do bispo, e cedidos em 1317 a Oliver de Bordeaux pelo aluguel de uma rosa vermelha, com licença para cercar o bosque de Foly Johan e fazer do mesmo um parque." Em 1318 outros 40 acres da floresta foram cedidos. A propriedade foi herdada pelo enteado de Olivier de Bordeaux, William Trussel de Kibblestone. Entretanto, o Rei Eduardo III, querendo unificar Foliejon às terras da coroa em Windsor, trocou Foliejon com Trussel em 1359 pelo palacete de Eton Hastings.

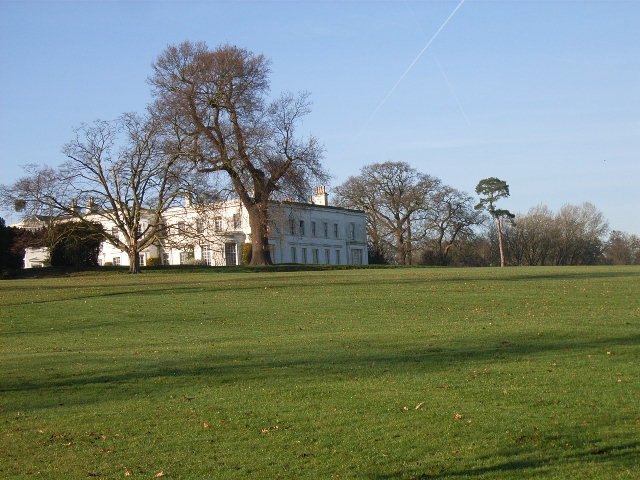
Vista lateral

Foliejon continuou como propriedade real pelos próximos três séculos, tendo sido cedida a Serjeant Henne em 1630 que foi investido como baronete em 1642. A propriedade foi herdada pelo filho Henry em 1667, pelo neto Henry em 1675, pelo bisneto Richard em 1705 e pelas  trisnetas Penélope e Alice em 1710.  Em 1735 Penélope vendeu sua parte para Mr. Bennett. Lord Henry Beauclerk comprou a parte de Mr. Bennet em 1744 e a parte de Alice em 1748. Em 1771 Foliejon foi vendida a George Phillips Towry, que a revendeu a Thomas Bingley in 1800, que por sua vez a vendeu para William Blane in 1802.  William a deixou em herança para Thomas Law Blane, que deixou em herança para seu sobrinho Capitão Gilbert Gordon Blane em 1885.
Durante a ocupação alemã da Noruega na Segunda Guerra Mundial, o rei da Noruega Haquino VII e seu filho Olavo residiram em Foliejon Park de março de 1942 a junho de 1945. Nesse período, a propriedade foi também sede do governo trabalhista da Noruega em exílio.
Em 1957 a residência foi comprada por Gerald T. Hodge para centro de reuniões da empresa Mining and Chemical Products Ltd. Nessa época foi plantada a avenida de álamos em frente à residência, com sementes trazidas de suas viagens pelo mundo. Várias outras árvores raras foram plantadas nos jardins. Gerard e família viveram na propriedade até sua morte de [1966]] em um acidente aéreo.